# ぶち☆なま
『ぶち☆なま』は、NHK広島放送局が広島県向けにラジオで放送している若者をターゲットにしたワイド番組。

## 概要
2010年4月2日スタート。生放送中にメールやTwitterでリスナーからの投稿を受け付け、県内の若者と双方向でつながることを目指している。音楽情報は、県内で活動するインディーズバンドを積極的に取り上げている。

2010年度と2011年度はFM、2012年度はAMで放送。2013年3月に終了した

### 主なコーナー
『ぶちスポ！』
広島東洋カープやサンフレッチェ広島など、広島スポーツをテーマにリスナーからのメッセージをもとに語る。
『広島おとな総研』
広島にゆかりのある職業人が毎回ゲストで登場。リスナーからの質問に答えながら進行。
| 放送回 | 放送日        | 職業                   | 職業人     | 広島とつながり                                       |
| ------ | ------------- | ---------------------- | ---------- | ---------------------------------------------------- |
| 第1回  | 2011年4月1日  | シンガーソングライター | YASS       | 広島市佐伯区出身                                     |
| 第2回  | 2011年4月8日  | 書家                   | 翠蘭       | 湘南乃風ジャケットやカープグッズ「廣嶋乃風」書体製作 |
| 第3回  | 2011年4月15日 | マジシャン             | 内田貴光   | 呉市音戸町生まれ                                     |
| 第4回  | 2011年4月22日 | コンシェルジュ         | 寺岡麻子   | 広島市中区のホテル勤務                               |
| 第5回  | 2011年5月6日  | 美容師                 | 大下理恵   | 広島市中区の美容院勤務                               |
| 第6回  | 2011年5月13日 | サーカス団員           | うっちー   | 東広島市育ち                                         |
| 第7回  | 2011年5月20日 | 消防署特別救助隊員     | 中土潤     | 広島市安芸消防署勤務                                 |
| 第8回  | 2011年5月27日 | ウェディングプランナー | 渡井美羽   | 広島市中区の結婚式場勤務                             |
| 第9回  | 2011年6月3日  | タウン情報誌編集長     | 住田茜     | 中国地方のタウン情報誌winkを発行                     |
| 第10回 | 2011年6月10日 | 商品開発               | 山口祥子   | 広島市の食品メーカー勤務                             |
| 第11回 | 2011年6月17日 | 広告                   | 奥大地     | プロスポーツイベントを手がける                       |
| 第12回 | 2011年6月24日 | バスガイド             | 山田五月   | 海田町出身のバス会社勤務                             |
| 第13回 | 2011年7月1日  | カメラマン             | 元圭一     | 広島で活動するフォトグラファー                       |
| 第14回 | 2011年7月8日  | パティシエール         | 秋山由里   | 広島市南区のケーキ店主                               |
| 第15回 | 2011年7月15日 | ロックシンガー         | ØKI        | 広島出身のTHE STREET BEATSボーカリスト               |
| 第16回 | 2011年7月22日 | 路面電車運転士         | 友澤誠二   | 広島電鉄勤務                                         |
| 第17回 | 2011年8月26日 | 飼育員                 | 坪田麻実子 | 安佐動物公園勤務                                     |
| 第18回 | 2011年9月2日  | 大道芸人               | KURAU      | 本通り商店街でパフォーマンスしている                 |
| 第19回 | 2011年9月9日  | 船長                   | 大杉修一   | JR西日本フェリーで宮島航路を運行                     |
| 第20回 | 2011年9月16日 | お好み焼き士           | 三戸景世   | お多福ソース勤務                                     |

『母校を叫べ!クイズ高校SAY!』
県内の高校に通う生徒会長がトーナメント形式で対決するクイズコーナー。2011年度は39校が出場し、広島県立廿日市西高校が優勝し、特別番組が放送された。2012年度は、ほぼ同規模の38校が参加し、広島学院高校が優勝した。
『プロジェクトB』（2011.4〜2012.3）
- リスナーと番組を一緒に盛り上げる企画を実行していた。
  - 「アシスタントを募集したい！」・・・リスナーからアシスタントを公募。県内の女子大学生を中心に出演。
  - 「UNICORNにテーマ曲を作ってほしい！」・・・広島出身というだけで、テーマ曲を依頼。オリジナルの楽曲製作には至らなかったものの、ニューアルバム「Z」の１曲目「頼みたいぜ」の使用許可を得た。
  - 「ラジオを集めたい！」・・・被災地にラジオを送るキャンペーン。お好みワイドひろしまと連動。
  - NHK広島が主催する平和をテーマにしたコンサート「いのちのうた」でリスナーからリポーターを募集。２人の男子大学生が選ばれ、収録会場の様子などを伝えた。
  - 夏の特別企画で「広島版みんなのうたを作りたい！」で、広島を舞台にしたミュージックビデオを作成。広島工業大学専門学校がバリデライトの「新未来」、穴吹デザイン専門学校がパラレルリープの「生きてこそ」、安田女子大学がAbouTersの「ごきげんな週末」で制作。広島出身の美術監督部谷京子が主催するダマー映画祭inヒロシマにエントリーする展開をみせた。冬には、season2が行われ、福山大学がSiSiの「君の小さな掌に」、尾道大学がCherrymallの「クラムボン」、比治山大学短期大学部が万貴音の「明日もみんな笑えるように」でミュージックビデオを制作。Eテレで「ひろメロ♪」というタイトルでテレビ放送された。

『大学祭応援シリーズ』(2011.9〜2011.12)
- 秋に開催される県内18大学の学園祭を特集する特集。PRタイムを賭けたゲームやHP連動の写真コンテストのほか、毎回、郷土出身のゲストが登場。

『今週のお悩ミスト』
大学生などが勉強や就職、恋の相談を投稿。リスナーがアドバイスを送っている。

### ぶち☆なまTV
- 不定期で総合テレビ（広島県内向け）でも放送されている。
  - 広島ならではのテーマに取り組んでおり、2010年8月7日未明（6日深夜）に、平和を考える特別番組が放送された。
  - 2011年2月4日には午後7時台のふるさと発枠で、バレンタイン直前の恋愛スペシャルを放送。FMとのリレー放送が行われた。

### HEART ROCK CAFE
- 広島をはじめとする中国地方の音楽シーンを盛り上げるために、不定期で開催されるライブ企画。NHK広島放送局での公開放送。この企画は、土曜日の午後帯の地域特別番組枠で編成され、放送エリアも中国地方向けとなる。
  - 2010年12月4日に第1回が行われ、「ヒロシマの歌声」として命と向き合う歌が特集された。元Bivattcheeの堤晋一ほか。
  - 2011年5月7日はひろしまフラワーフェスティバルに合わせて開催され、東日本大震災のチャリティーライブとして実施。UNICORNの手島いさむほか出演。
  - 2011年12月3日は、ゲストに元19の岩瀬敬吾を迎え、中国地方各県のインディーズバンドが登場した。

## 放送時間
NHK広島FM放送（JOFK-FM）
毎週金曜 21:10〜22:45
- 2010年4月 - 2011年3月
  - 『ミュージックライン・トレジャーズ』を差し替え（代替はなし）。
- 2011年4月 - 2012年3月
  - 21時台の『石丸幹二のシアターへようこそ』（毎月最終週のみ『熊川哲也のバレエ音楽スタジオ』）を差し替え。両番組とも放送翌週金曜深夜の1:00-1:50に延期放送されている。ラジオ深夜便は午前2時から[1]のため、ラジオ第1がメンテナンスによる休止の日は1:00-2:00の間は聞くことは出来なかった。
  - 22時台の『AKB48の"私たちの物語"』、『上地雄輔のラジ音!』（隔週交代）を差し替え。[2]

NHK広島ラジオ第一放送（JOFK）
毎週月曜 21:05〜21:55
- 2012年4月 -　2013年3月
  - 『石丸幹二のシアターへようこそ』の再放送（前週月曜日にFMで放送された1時間番組を再編集したもの）を差し替え。ただし今回の場合は代替放送されない。

※いずれの差し替え対象の番組とも周辺県の放送が聴取できる場合や、周辺県と同時刻で配信している『NHKネットラジオ らじる★らじる』で補完することは可能。

## 出演者
- 大木浩司：2012年度パーソナリティー

## 過去の出演者
- 高山哲哉：2011年度パーソナリティー